# Drogerie Natura
Drogerie Natura – jedna z największych i najdłużej działających na polskim rynku sieci drogeryjnych, zarządzana przez spółkę Natura Sp. z o.o. (dawniej Polbita Sp. z o.o.), od 2014 r. będąca częścią firmy Pelion SA. 
Pierwsze drogerie Natura powstały w Warszawie w 1997 r. Obecnie sieć obejmuje blisko 230 sklepów stacjonarnych (własnych i agencyjnych), zlokalizowanych na terenie całego kraju, a także drogerię internetową działającą pod adresem www.drogerienatura.pl.
Oferta drogerii Natura obejmuje zarówno szeroką gamę marek będących liderami na rynku kosmetyczno-drogeryjnym, a także asortyment dostępny wyłącznie w salonach sieci. Natura rozwija również portfolio produktów i kosmetyków zawierających składniki pochodzenia naturalnego. 
Drogerie Natura są laureatem wielu prestiżowych nagród i wyróżnień. W latach 2014, 2015, 2016 i 2017 otrzymały tytuł Superbrands Created In Poland przyznawany co roku najsilniejszym markom konsumenckim w Polsce. Zostały również nagrodzone Gwiazdą Jakości Obsługi 2018 w ramach Polskiego Programu Jakości Obsługi.